# Selfors
Selfors est une localité du comté de Nordland, en Norvège.

## Géographie
Administrativement, Selfors fait partie de la kommune de Rana.